# Djuna Bernard

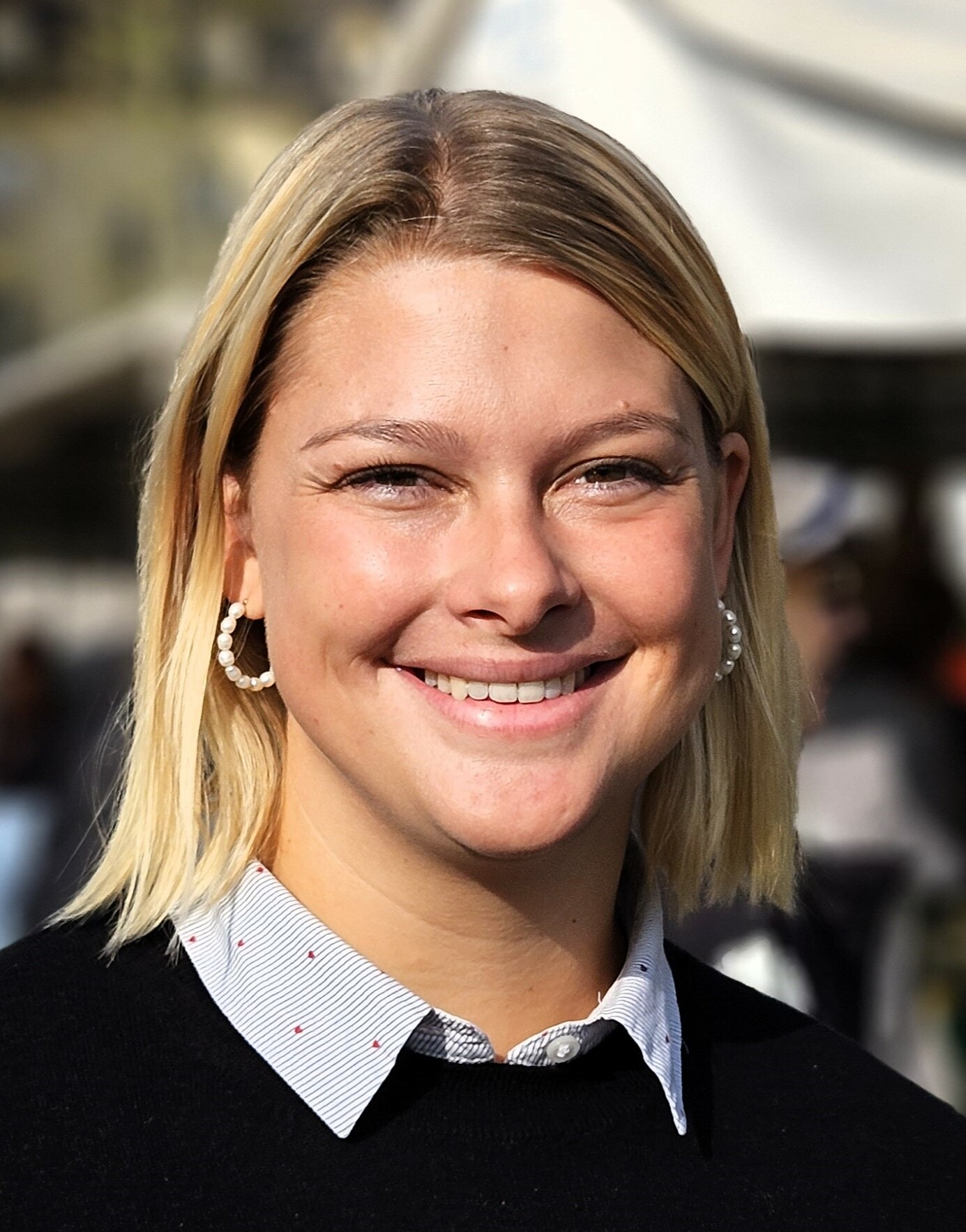
Djuna Bernard

Djuna Bernard (nascida em 15 de junho de 1992) é uma política luxemburguêsa e membro do Partido Verde do Luxemburgo, Déi Gréng. Ela é membro da Câmara dos Deputados desde dezembro de 2018, quando substituiu Sam Tanson, que foi nomeada Ministra da Habitação e Cultura, o que a tornou a deputada mais jovem da Câmara. Ela candidatou-se à co-presidência dos Verdes em janeiro de 2019, e posteriormente venceu em março daquele ano e atualmente actua com Meris Sehovic. Ela declarou a sua intenção de concorrer à circunscrição do Sul para as eleições gerais de 2023 em Luxemburgo.